# 習志野原御猟場
習志野原御猟場（ならしのはらごりょうば）は1881年（明治14年）から1925年（大正14年）まであった皇室の御猟場。

## 解説
習志野原御猟場は、日本で初めて設置された御猟場で、名称は「陸軍習志野演習場」から取られた。隣接する江戸川筋御猟場と共に、東京至近の御猟場として国内の皇族や華族をはじめ、外国の賓客に利用された。
御猟場の範囲は習志野原演習場を核として、千葉郡・印旛郡・南相馬郡・南葛飾郡・葛飾郡（現在の松戸・柏・白井・鎌ケ谷・八千代・市川・船橋・習志野・千葉など）にまたがる広大な地域に及んだ。
御猟場全体の管理は宮内省主猟寮主猟局があたった。御猟場の内部は、全部で四区画（第1区：鎌ケ谷市北部と柏市南部を含む18村・第2区：市川市北部と船橋市の中西部を含む19村・第3区：船橋市北部と八千代市北部、白井市南部の22村・第四区：習志野原陸軍演習場と船橋東部と八千代市南部、千葉市西部の含む28村）に分けられ、区画ごとに管理のため御猟場事務所がおかれ、監守と呼ばれる職員が各区ごとにグループを設けて管理をした。

## 参考資料
- 鎌ケ谷市史研究第20号、鎌ケ谷郷土資料館発行、2007年3月30日、28-36頁